# Actel
Actel Corporation (antes NASDAQ:ACTL) ahora Microsemi fue una fábrica americana de matrices de puertas lógicas programables en campo (FPGAs por su siglas en inglés) de volátiles y de baja potencia FPGAs de señal mixta y soluciones de lógica programable. Su casa central estaba en Mountain View (California) pero tenía oficinas en todo el mundo. Actel Corporation fue adquirida por Microsemi.

## Historia y competición
Actel fue fundada en 1985 y se volvió conocida por sus FPGAs basados en antifusibles de alta confiabilidad, usados en los mercados militares y aeroespaciales.
En el 2000, Actel adquirió GateField que expandió la oferta de los FPGAs antifusible de Actel para incluir en ella FPGAs basados en memorias flash. En 2004, Actel anunció que había hecho vendido la unidad nro un millón de su FPGA basado en memorias flash ProASICPLUS.
En el 2005, Actel introdujo una nueva tecnología conocida como Fusion para combinar soluciones de señal mixta con la programabilidad de los FPGAs. Fusion fue la primera tecnología en integrar capacidades analógica de señal mixta con FPGAs y memorias flash en un dispositivo monolítico.
En 2006, para abordar los presupuestos en energía ajustados del mercado portable, Actel introdujo el FPGA IGLOO. La familia de FPGAs IGLOO está basada en la arquitectura del FPGA ProASIC3 y la tecnología flash no volátil de Actel. En 2008 se agregaron nos nuevos derivados de IGLOO: IGLOO PLUS con capacidades de I/O mejoradas e IGLOO nano, una solución de baja potencia a 2 µW. Además, una versión nano del ProASIC3 se hizo disponible en 2008.
En 2010, Actel introdujo la línea SmartFusion de FPGAs. SmartFusion incluía tantos componentes analógicos como lógica programable basada en flash en el mismo chip. SmartFusion fue el primer FPGA que adicionalmente incluyó un núcleo hardware de un procesador ARM
Altera y Xilinx son los otros jugadores clave del mercado, sin embargo, su foco está en las FPGAs SRAM. Lattice Semiconductor es otro de los competidores.
En noviembre de 2010, Actel Corporation fue adquirida por Microsemi por US$430 millones.

## Tecnologías
El portfolio de FPGAs de Actel está basado en dos tipos de tecnologías: FPGAs basados en antifusibles (las familias Axcelerator, SX-A, eX y MX) y FPGAs basados en flash (las familias Fusion, PolarFire, IGLOO y ProASIC3)
Los FPGAs antifusibles de Actel han sido conocidos por su no volatibilidad y seguridad. Las familias basadas en flash incluyen las mismas características pero son también reprogramables y de baja potencia.